# Alpandeire
Alpandeire es un municipio español de la provincia de Málaga, Andalucía, situado en el oeste de la provincia en el Valle del Genal, siendo una de las poblaciones que conforman la comarca de la Serranía de Ronda. Se encuentra a 130 km de Málaga capital y a 665 km de Madrid por carretera. 
En 2016 contaba con una población de 246 habitantes (datos INE)
Fray Leopoldo, fraile capuchino que goza de gran devoción religiosa por parte de muchos granadinos en particular y católicos en general, es natural de esta población.

## Geografía
El término municipal de Alpandeire se divide en dos zonas de diferentes características medioambientales. En la zona norte se encuentra una zona menos poblada de arboleda, debido a la tala indiscriminada que sufrió la región hace siglos, y que actualmente aún tiene consecuencias. En esta parte encontramos matorral, principalmente jaras y aulagas. La zona sur del término es totalmente diferente, debido al caudal de agua que acompaña estas tierras tanto en invierno como en verano. En esta parte encontramos una zona fértil donde los paisanos han desarrollado su actividad agrícola durante años, con frutales y hortalizas. De la misma manera, la cercanía al río Genal, ha propiciado una amplia extensión de alcornocales, encinas, chaparros y otros árboles de características similares. 
Las especies animales, que por su orografía habitan en este lugar son conejos y perdices, aunque también se encuentran en peligro de extinción. Por la zona sur podemos encontrar jabalíes y corzos, así como un amplio abanico de aves como pájaros carpinteros y abubilla.

## Historia
Los documentos más antiguos hablan de Pandeire en los tiempos de los árabes, uno de los primeros puestos que fundaron los musulmanes después de la batalla de Guadalete. Así, todo apunta a que este es el origen del núcleo urbano, aunque los restos arqueológicos encontrados en su término municipal testimonian la presencia humana desde la Prehistoria, la Edad de los Metales. Se han encontrado enterramientos como los de Encinas Borrachas, Montero y la sepultura del gigante. También se han encontrado restos cerámicos y de inmuebles, como los de Vasija y La Mimbre.
Alpandeire fue conquistada cuando cayó la plaza de Ronda, en 1485. Desde entonces, Alpandeire quedó como lugar de Realengo y perteneciente a Ronda y los moriscos fueron expulsados un siglo después el 6 de febrero de 1572, una pragmática de Felipe II mando poblar los lugares de Alpandeire y pospitar con 22 nuevos vecinos a los que se les repartieron casa y tierra.
En 1815 obtiene Alpandeire la posesión del Real Privilegio de Villazgo otorgado por Fernando VII como premio al comportamiento del pueblo durante la dominación francesa. Dicho comportamiento consistió en la rápida construcción en 1810 de un muro de 1400 metros de longitud para tratar de evitar el avance de las tropas francesas.

## Monumentos y lugares de interés

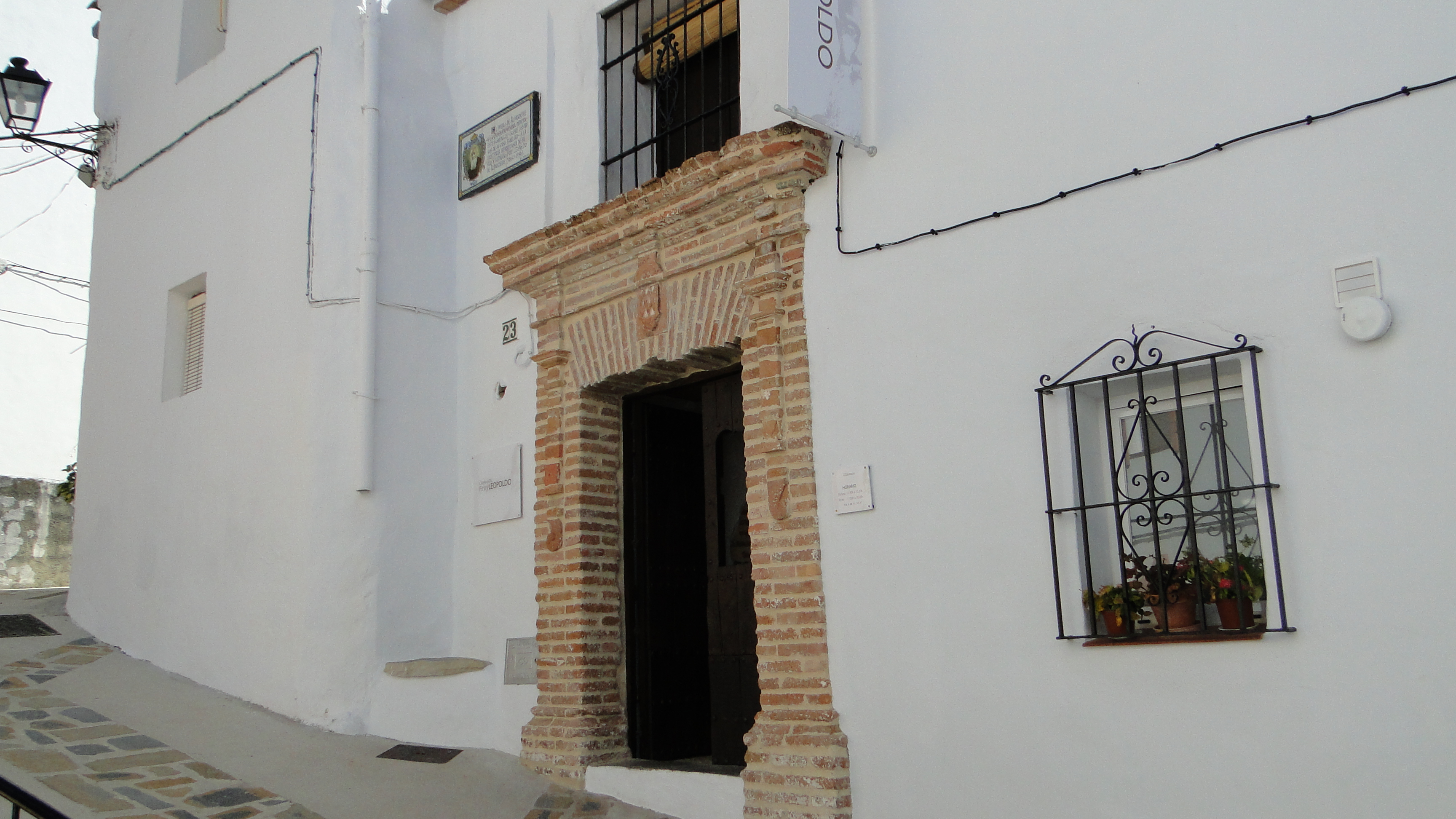
Casa natal de Fray Leopoldo. Alpandeire (Málaga)

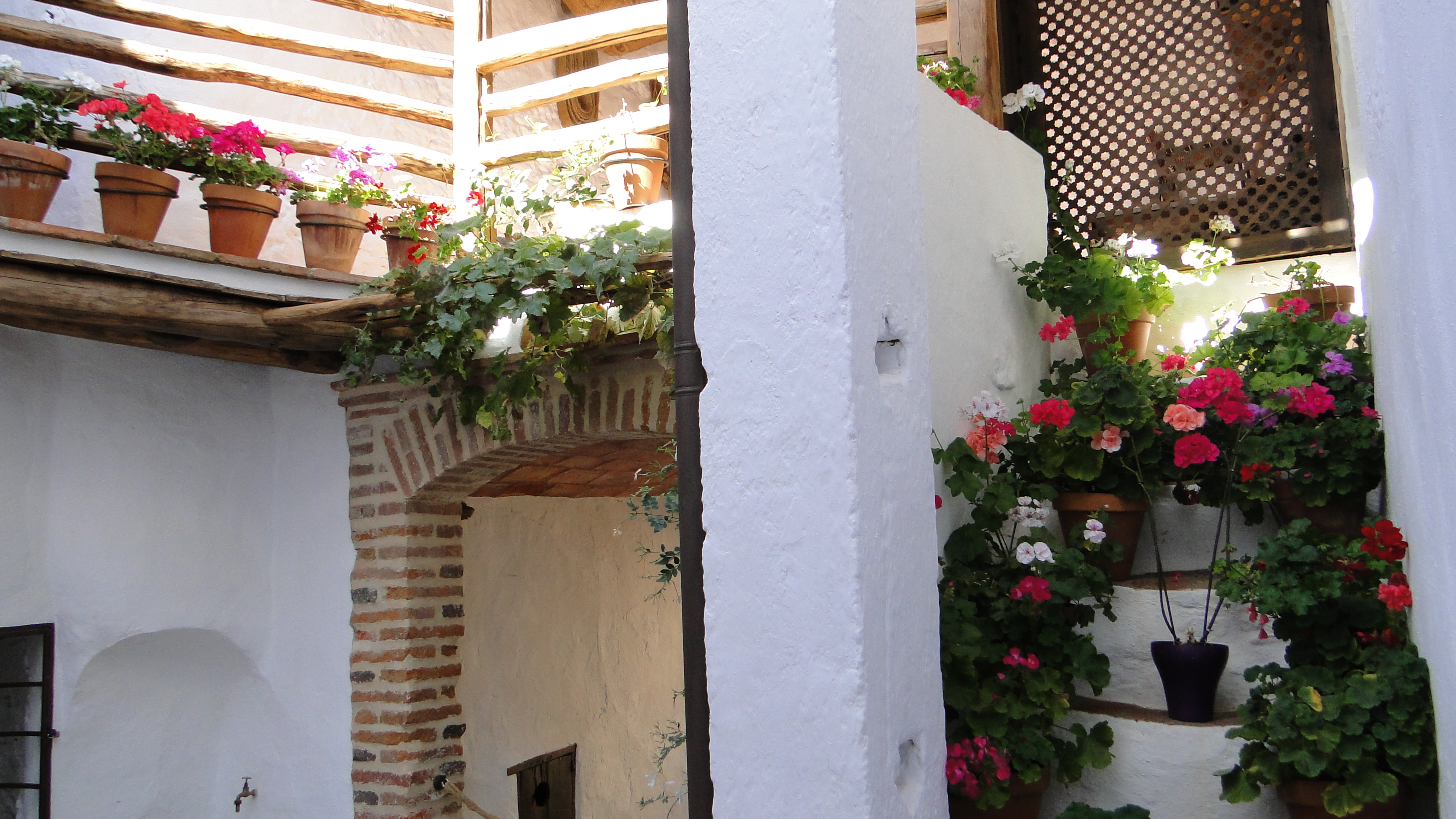
Patio de la casa natal de Fray Leopoldo. Alpandeire (Málaga)

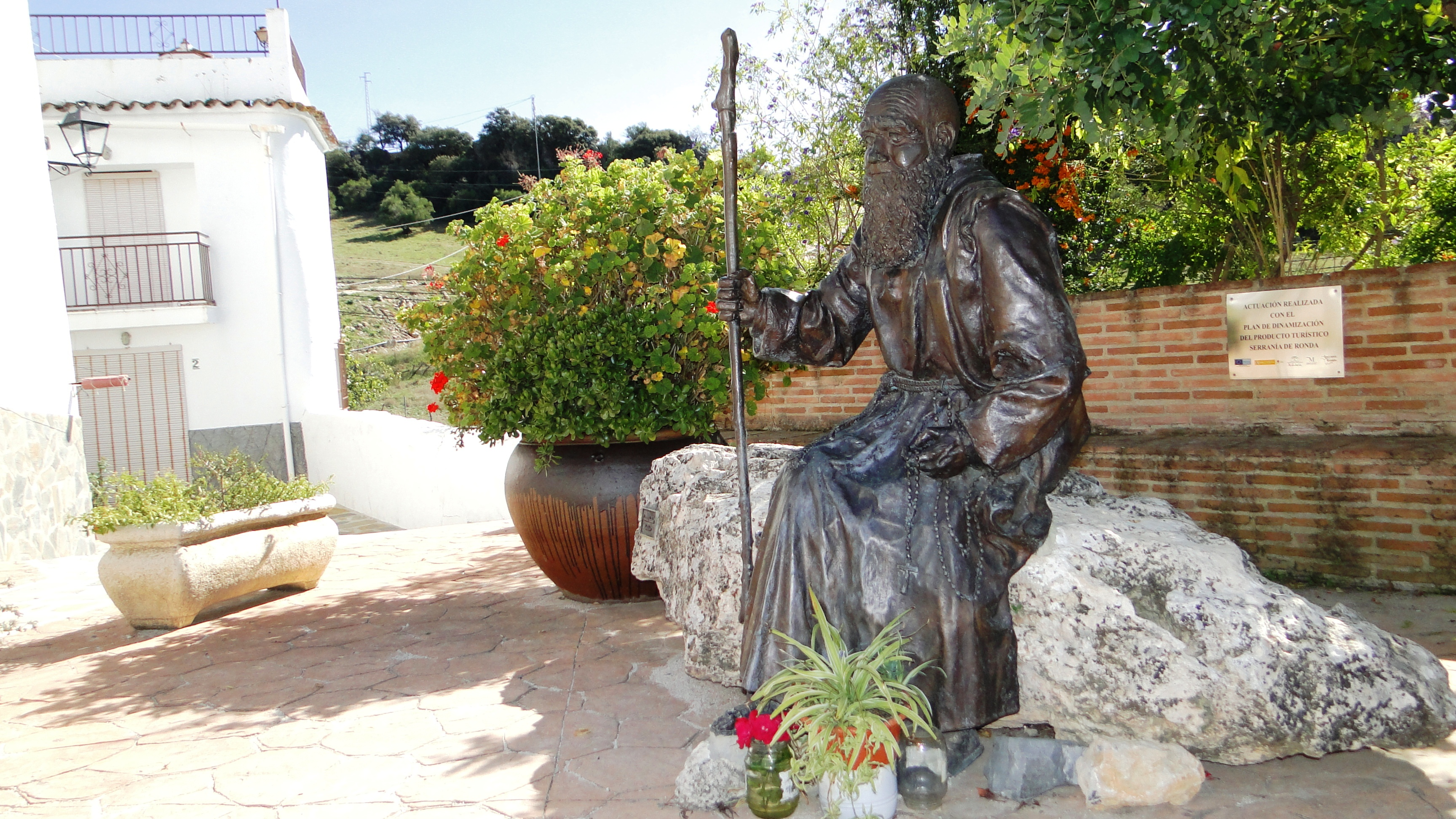
Monumento a Fray Leopoldo en Alpandeire (Málaga)

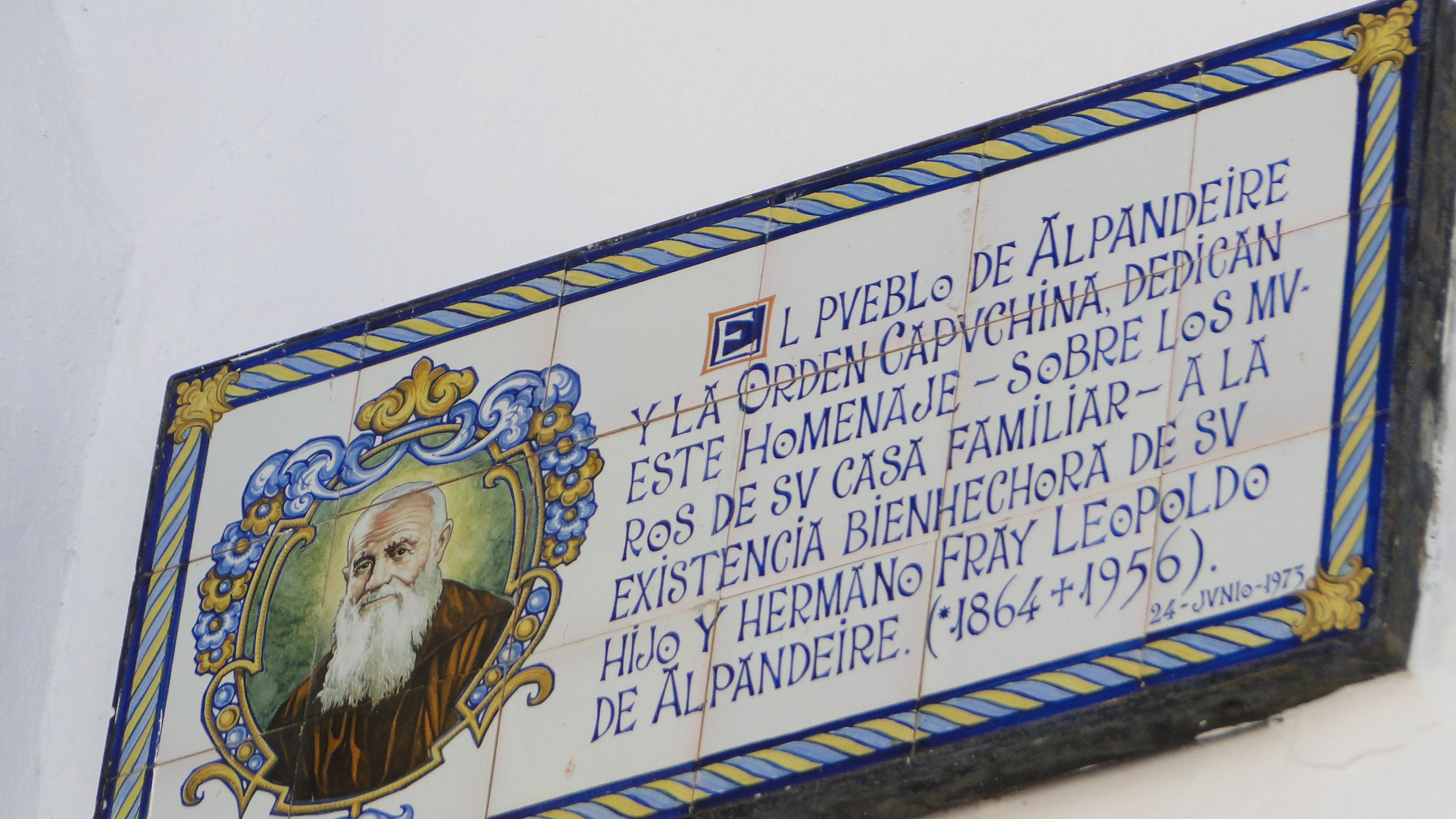
Placa en la fachada de la casa natal de Fray Leopoldo. Alpandeire (Málaga)

- Iglesia de San Antonio de Padua
- Casa natal de Fray Leopoldo

## Gastronomía
La repostería es la especialidad del municipio, en especial los dulces típicos de Semana Santa, como los borrachuelos, los suspiros o los pestiños.

## Geografía humana

### Demografía
Cuenta con una población de 258 habitantes (INE 2024).
| Gráfica de evolución demográfica de Alpandaire entre 1842 y 2021                                                      |
| |
| Población de derecho según los censos de población del INE. Población de hecho según los censos de población del INE. |

### Economía

#### Evolución de la deuda viva municipal
| Gráfica de evolución de Deuda viva del Ayuntamiento de Alpandeire entre 2008 y 2019                                |
| |
| Deuda viva del Ayuntamiento de Alpandeire en miles de Euros según datos del Ministerio de Hacienda y Ad. Públicas. |